# Stefan Stankiewicz
Stefan Stankiewicz (ur. 3 października 1934 w Lipsku) – polski malarz i rysownik.

## Życiorys
Urodził się w rodzinie Jana, pracownika Konsulatu Generalnego RP w Lipsku, i Heleny z domu Downarowicz. W 1939 przeniósł się z rodziną do Mielca, gdzie spędzili wojnę i okres powojenny. W latach 50. uczył się w Liceum Plastycznym w Bydgoszczy. Studiował na Wydziale Sztuk Pięknych Uniwersytetu Mikołaja Kopernika w Toruniu, w Państwowej Wyższej Szkole Sztuk Plastycznych w Łodzi (ASP w Łodzi) w pracowni prof. Adama Rychtarskiego i w Państwowej Wyższej Szkole Sztuk Plastycznych w Gdańsku (ASP w Gdańsku) na Wydziale Malarstwa w pracowni prof. Krystyny Łady-Studnickiej i prof. Jacka Żuławskiego. Dyplom z wyróżnieniem uzyskał w 1963.
Po studiach pracował dziesięć lat jako nauczyciel rysunku technicznego w Technikum Tworzyw Sztucznych i Zasadniczej Szkole Zawodowej w Gdyni-Chyloni. Następnie w gdańskim Młodzieżowym Domu Kultury przy ul. Ogarnej kierował pracownią malarstwa i rysunku dla młodzieży starającej się o przyjęcie na studia artystyczne. Od 1978 do 1984 pracował na stanowisku kierownika działu plastycznego w Pałacu Młodzieży w Gdańsku.
Jego prace znajdują się wielu kolekcjach polskich muzeów: m.in. w zbiorach Muzeum Narodowego w Gdańsku, Muzeum Historii Miasta Gdańska, Muzeum Miejskim w Grudziądzu, Muzeum Górnośląskim w Bytomiu, Muzeum Miejskim w Rybniku.
W 1962 ożenił się z Hanną z domu Trzosińską.

## Nagrody i wyróżnienia
- Złota Odznaka ZPAP za całokształt twórczości[4]
- Nagroda Prezydenta Miasta Gdańska w Dziedzinie Kultury z okazji jubileuszu 50-lecia pracy artystycznej (2009)[5]
- Nagroda Specjalna Ministra Kultury i Dziedzictwa Narodowego (2009)[4]